# Orthotylus ochrotrichus
Orthotylus ochrotrichus är en insektsart som beskrevs av Franz Xaver Fieber 1864. Orthotylus ochrotrichus ingår i släktet Orthotylus och familjen ängsskinnbaggar. Inga underarter finns listade i Catalogue of Life.